# Daimler Motor Company

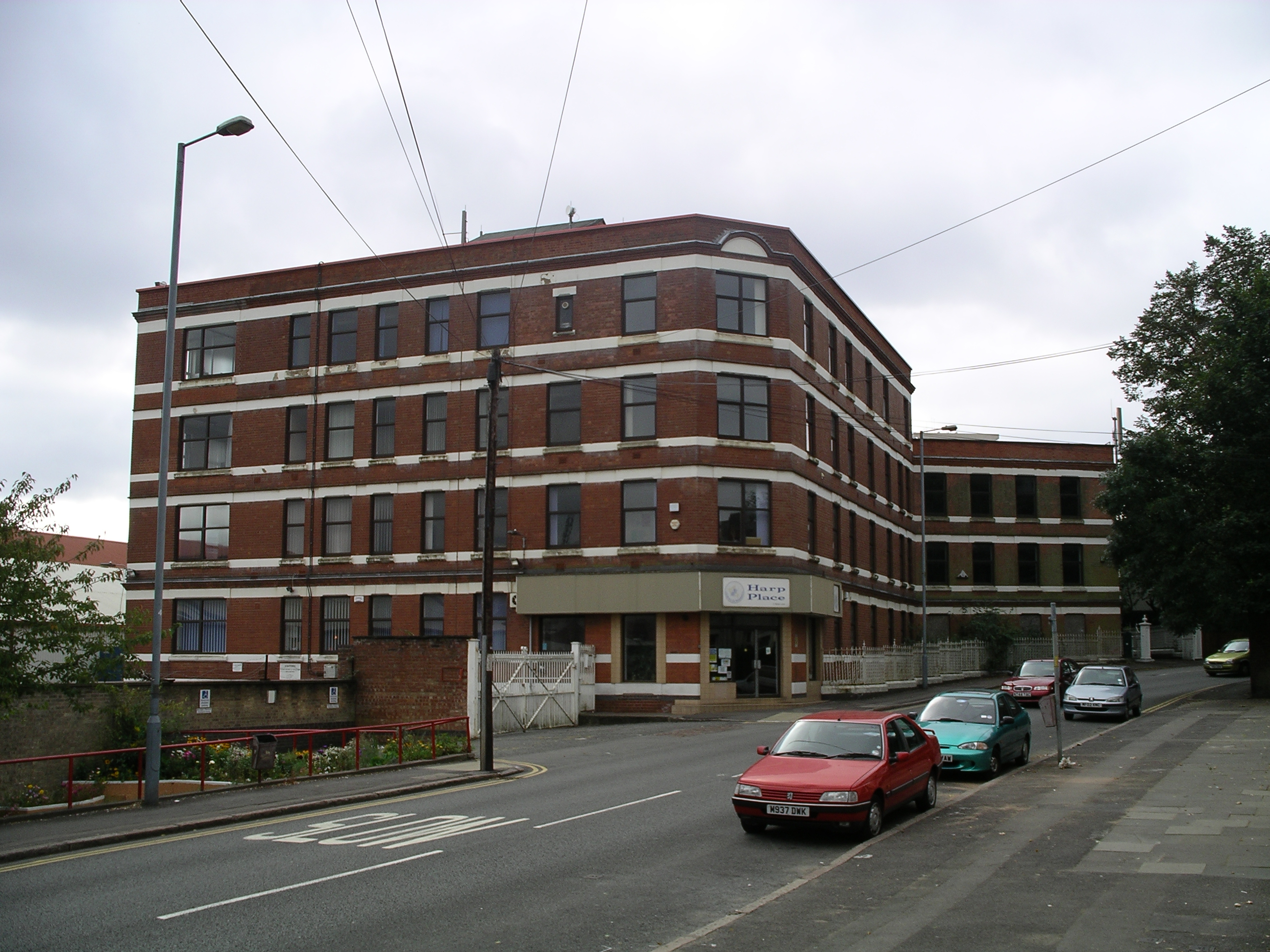
Lo stabilimento di Sandy Lane, a Coventry, duramente colpito dai bombardamenti del 1941.

La Daimler Motor Company è una storica casa automobilistica britannica, fondata nel 1896 da Harry John Lawson. È la più antica fabbrica di automobili inglese, nonché uno dei maggiori fornitori della Casa reale inglese.

Dal 1960 divenne proprietà della Jaguar e dal 2008 è entrata a far parte del gruppo Tata Motors, dopo l'acquisizione di quest'ultima del marchio Jaguar.

## Storia

### Gli anni dell'indipendenza

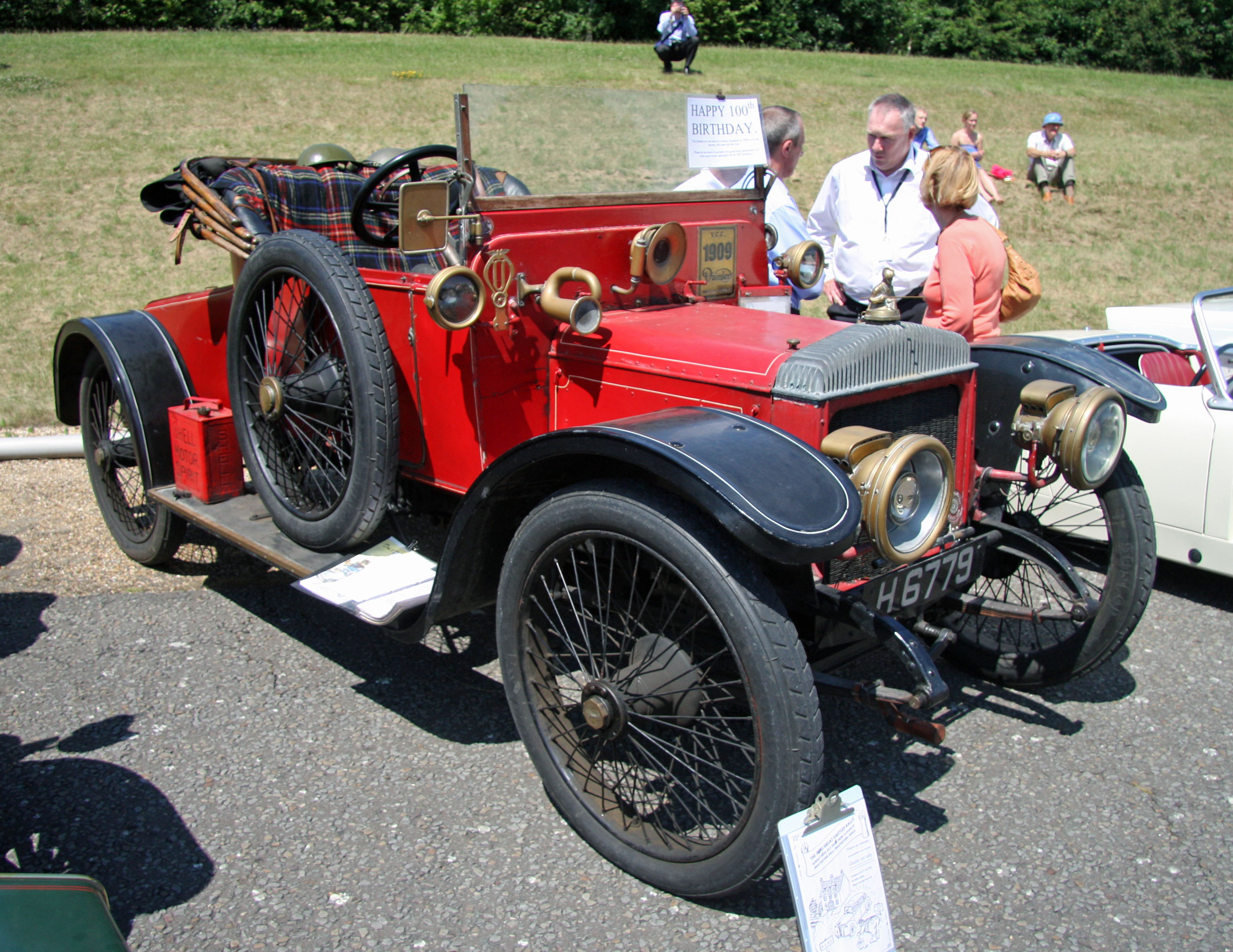
Una Daimler 22HP del 1909.

Nel 1895 Harry J. Lawson, un imprenditore britannico, acquisì la licenza dall'ingegnere tedesco Gottlieb Daimler per realizzare autoveicoli equipaggiati col suo motore a scoppio. Il 14 gennaio 1896, acquistando uno stabilimento a Coventry, Lawson fondò la Daimler Motor Company avviando, di fatto, la prima fabbrica di automobili della Gran Bretagna.
Otto mesi dopo l'inizio dell'attività erano state prodotte 89 automobili con motore a scoppio e, già nei primi anni del Novecento, la gamma di modelli prodotta dalla Daimler si era notevolmente ampliata, comprendendo modelli con potenze comprese fra 28 e 50 cavalli, costruiti su telaio con passi di 189 e 228 mm.
La Daimler ottenne una grande notorietà quando fornì una 22HP a re Edoardo VII e da allora divenne il principale fornitore di vetture della Casa reale, insieme alla concorrente Rolls-Royce.

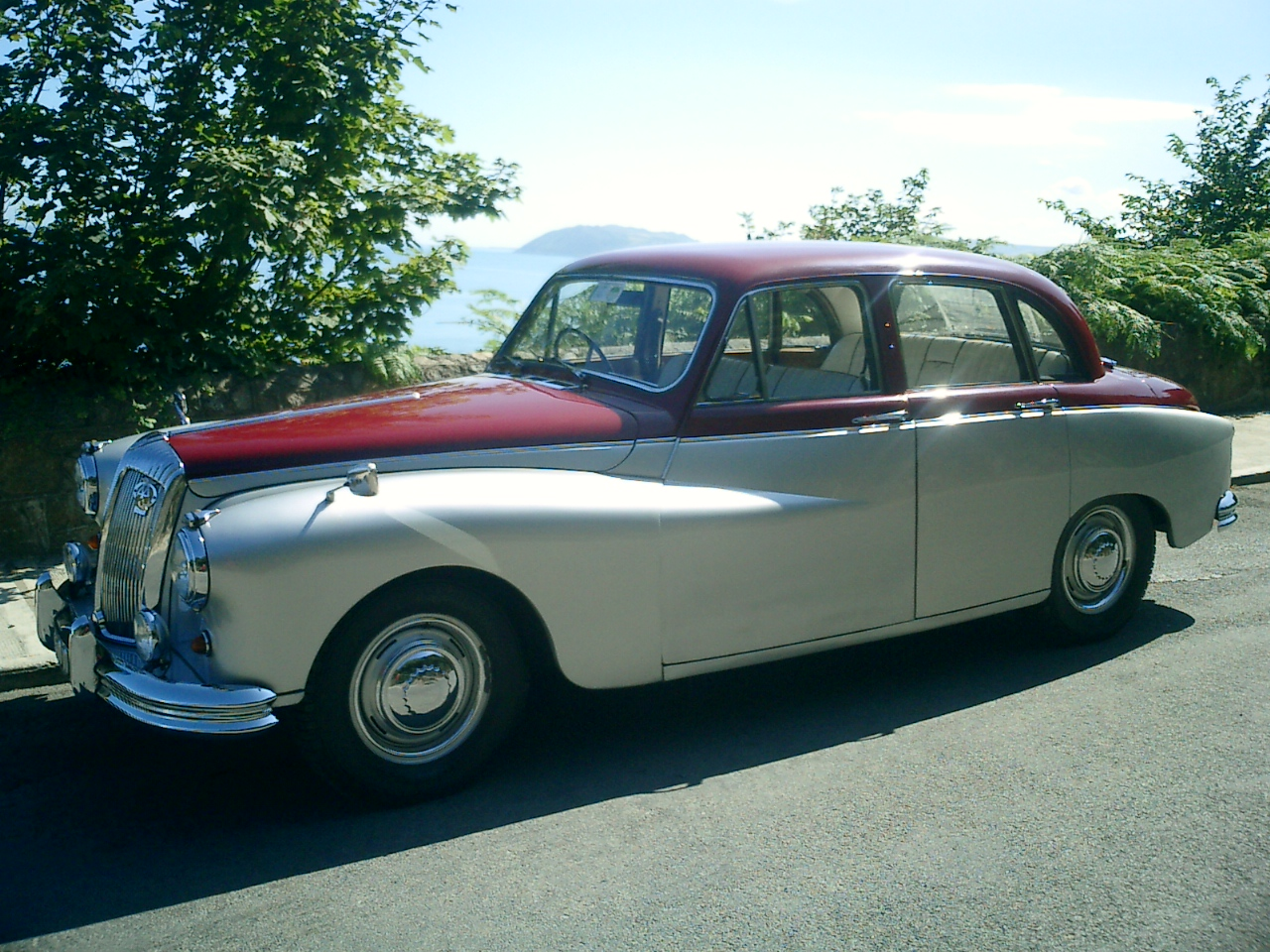
Una Majestic (1958).

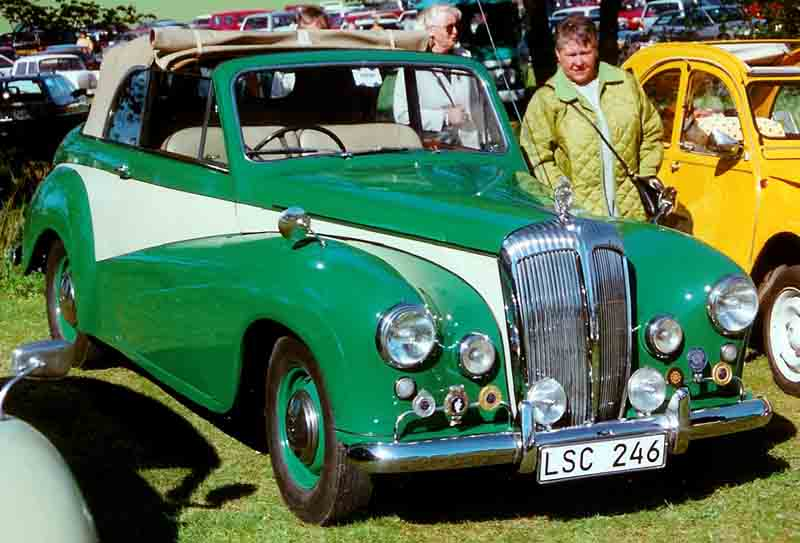
Una Conquest (1959).

A partire dal 1904 la Daimler realizzò un nuovo motore 4 cilindri in linea di 2.525 cm³ con valvole laterali e distribuzione ad albero a camme di origine Panhard. Nel 1925 la casa introdusse un nuovo propulsore di 6 cilindri in linea a corsa lunga, con circuito dell'olio a pressione, mentre nel 1926 venne lanciata la grossa berlina Double Six con un nuovo motore V12. Il 1929 fu un anno di riflessione e la Daimler smise temporaneamente di costruire le carrozzerie delle proprie vetture, per concentrarsi unicamente su telai e motori.
Nel 1933, con la reintroduzione del reparto carrozzeria, la produzione venne ampliata anche alla costruzione di mezzi pesanti. Nel settore automobilistico la novità più importante del periodo fu la Straight Eight del 1936, mossa da un nuovo 8 cilindri in linea di 4.624 cm³.
Durante la Seconda guerra mondiale la Daimler fu convertita a produzioni belliche; ciò la rese principale obiettivo dei bombardamenti tedeschi del 1941 che colpirono duramente la città industriale di Coventry, con pesanti distruzioni degli stabilimenti e perdite di vite umane.
La ripresa dell'attività nel 1946 sotto la direzione di Bernard Docker, segnò il lancio della Eighteen e continuava ad essere fornitore della Casa reale d'Inghilterra.
Nel 1958 venne presentata la nuova ammiraglia: la Majestic, una berlina dalle dimensioni generose realizzata anche in versione passo lungo che sostituì la precedente DK400 e la Regency.
Insieme alla Majestic Major le nuove berline furono presto affiancate anche da una versione sportiva: la Conquest.

Nel 1959 venne presentata la vettura più atipica di tutta la produzione Daimler: la SP 250 Dart, un'originale spyder a 2 posti con carrozzeria in vetroresina ed un nuovo motore V8 di 2.547 cm³ da 140 cavalli.

### Il periodo sotto il controllo della Jaguar

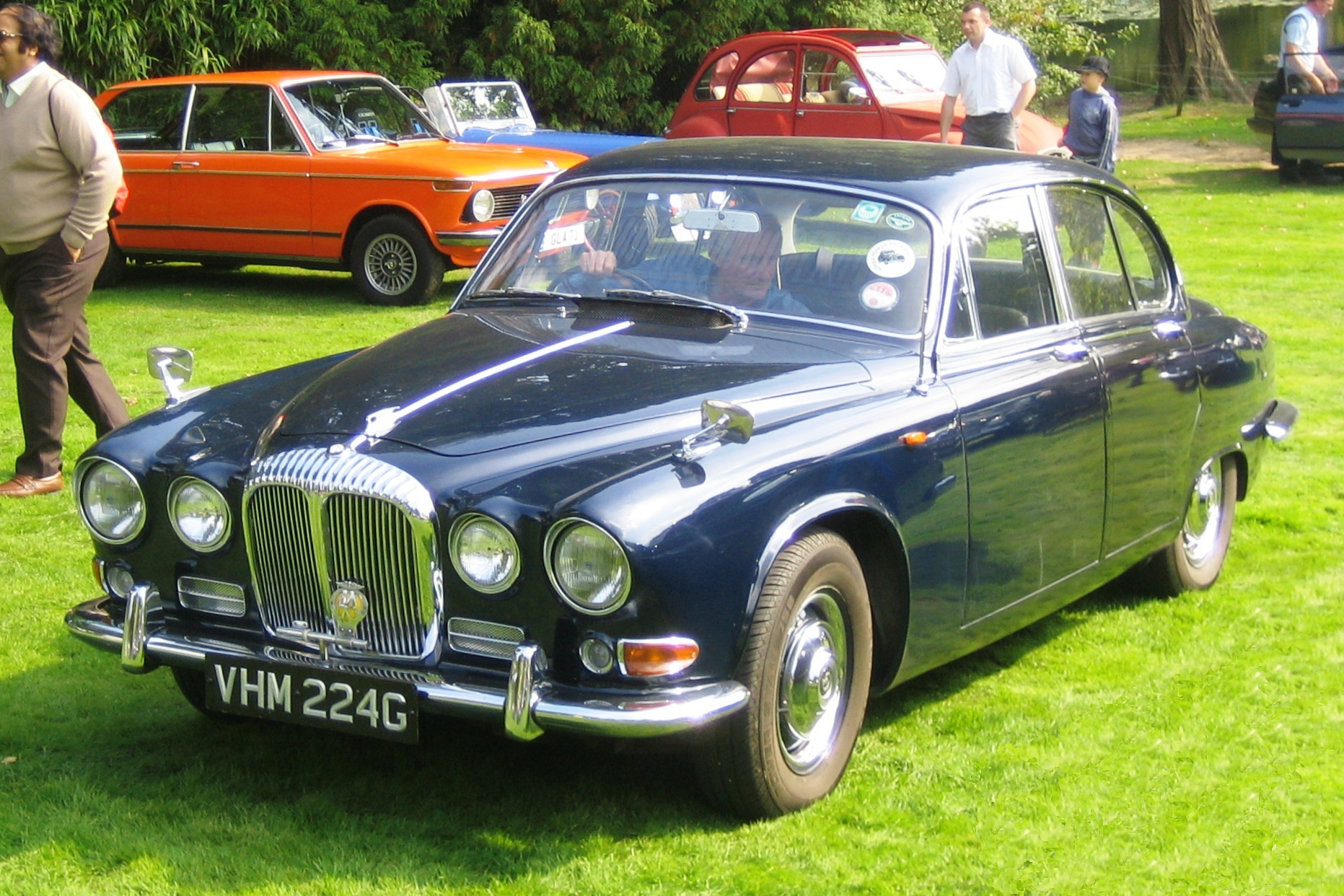
Una Sovereign (1966).

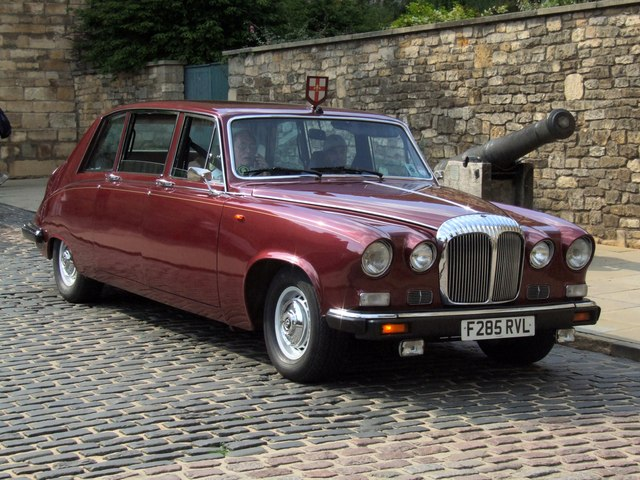
Una delle numerose DS 420 della Casa reale britannica.

Nel 1960 la casa venne acquistata dalla Jaguar. L'ultima auto interamente Daimler fu la DR 450 del 1961, una versione limousine della Majestic Major. I modelli successivi furono tutti realizzati sulla base di modelli Jaguar e il logo "Daimler" divenne un semplice marchio delle versioni più prestigiose della Casa del giaguaro.

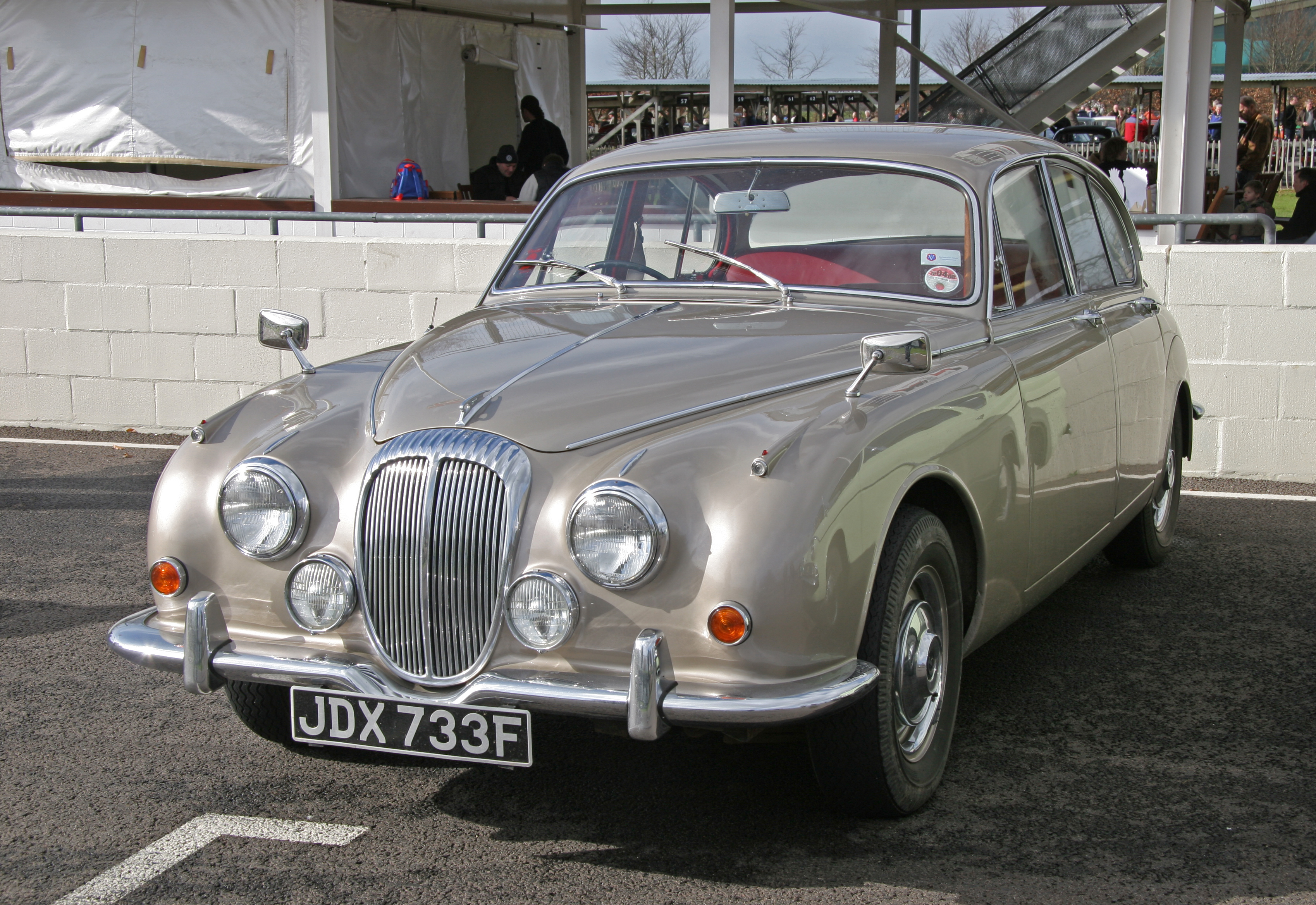
Una 250-V8 (1968).

I modelli Jaguar e quelli Daimler si distinsero per pochi dettagli: oltre al monogramma "D" o al logo per esteso, i principali elementi distintivi erano la calandra e il porta targa posteriore, caratterizzati dal tipico profilo ondulato. Una particolare attenzione era destinata agli interni che vantavano un allestimento molto curato e con un vasto uso di pelle pregiata, radica e l'apposizione del logo Daimler sulla calotta del volante o, nelle ultime versioni, realizzato a ricamo sul rivestimento in pelle dei poggiatesta.
Il primo modello Jaguar a marchio Daimler fu la Sovereign del 1966 basata sulla Jaguar 420.
Nel 1968, sulla base di questo modello, per far fronte alla concorrenza della rivale Rolls-Royce, la Jaguar decise di sviluppare una grossa berlina di rappresentanza a marchio Daimler in sostituzione della DR 450 e delle vecchie Majestic. Nacque dunque la celebre DS 420: dall'aspetto imponente (e un po' funereo), era una limousine con carrozzeria specifica sviluppata sul pianale allungato della 420 G. Essa fu acquistata in svariati esemplari dalla stessa Casa reale britannica e ampiamente utilizzata come vettura da parata.
Nel 1967 fu la volta della 250 V8, basata sulla Jaguar 240.
Il lancio della Jaguar XJ nel 1968 sostituì, di fatto, tutti i modelli Jaguar precedenti e quindi anche per la Daimler vi fu la stessa sorte: venne proposta la prestigiosa variante Sovereign 4.2 e la Double Six 5.3; in seguito vennero realizzati anche alcuni rari esemplari coupé.
Dopo i numerosi modelli della fortunata serie XJ della Jaguar, l'ultima vettura a marchio Daimler è stata la Super Eight, realizzata sulla versione della XJ del 2005 e prodotta fino al 2009.
Dal 2008, anno dell'acquisizione della Jaguar da parte della Tata Motors, non vi sono più cenni di un eventuale ritorno del marchio Daimler.

### La produzione di mezzi pesanti

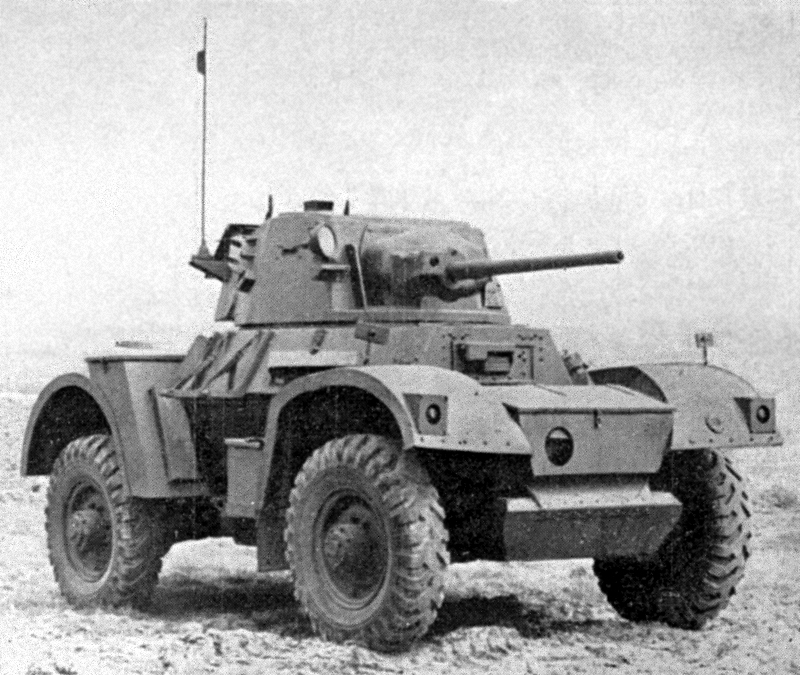
Un autoblindo Daimler del 1936

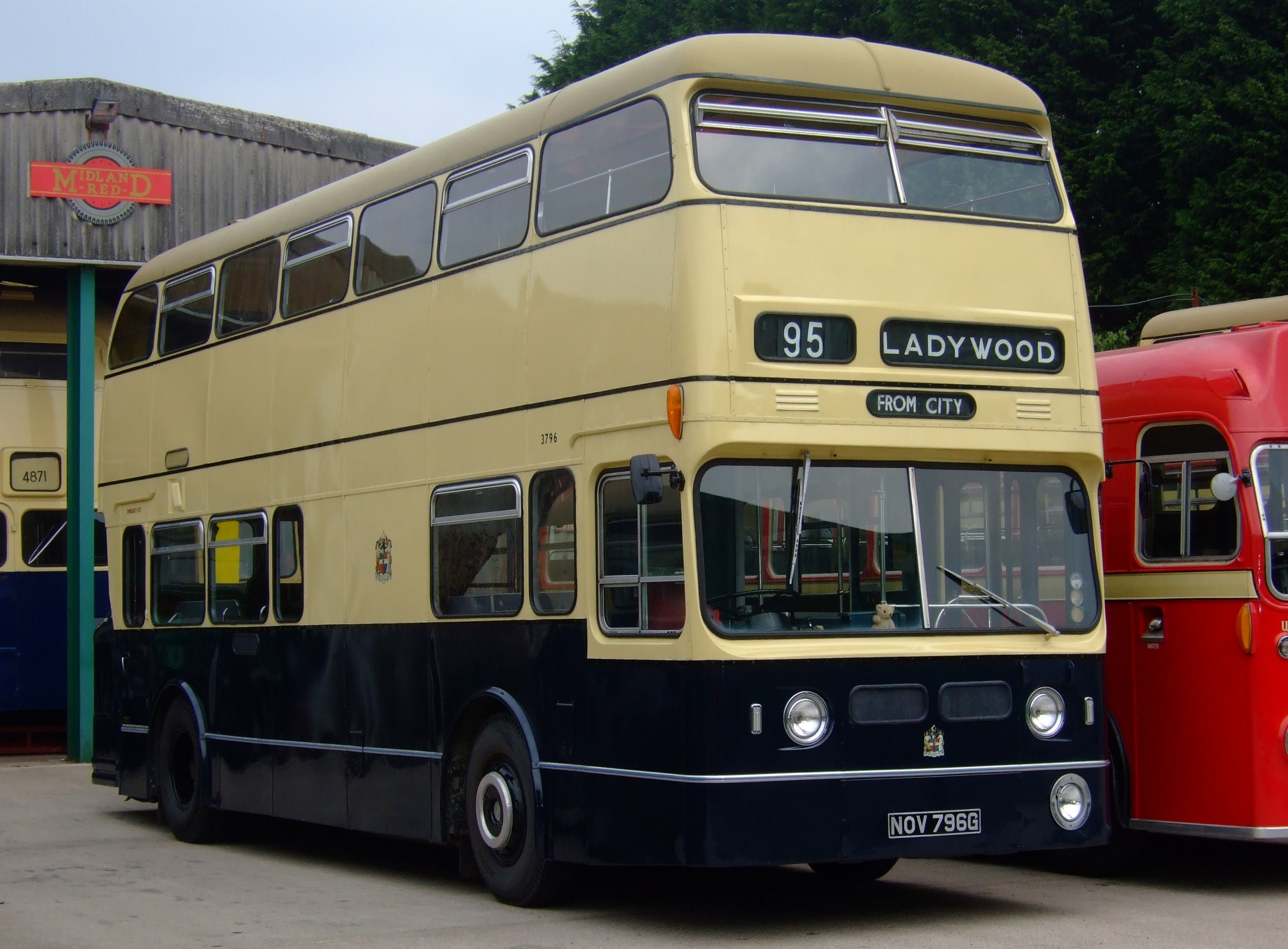
Un Fleetline del 1968

A partire dal 1933, con la reintroduzione della costruzione di carrozzerie, la produzione della Daimler venne ampliata anche alla costruzione di mezzi militari, autocarri, autoambulanze, autobus e filobus divenendo un settore produttivo di significativa importanza. In ambito militare la Daimler produsse per svariati anni il noto autoblindo Daimler Armoured Car, un veicolo da ricognizione in dotazione alla Royal Army ma utilizzato da oltre 36 paesi nel mondo. La maggior parte dei veicoli pesanti ad uso civile prodotti furono invece gli autobus, in particolare i tipici double decker. La produzione di questi veicoli comprendeva la realizzazione di specifici motori diesel, telai, carrozzeria e venne mantenuta fino all'inizio degli anni ottanta. Il modello più diffuso fu il CR Fleetline, prodotto in molteplici versioni dal 1960 al 1981 e allestito dalla Eastern Coach Works; esso fu largamente utilizzato dalla stessa TFL di Londra e da numerose altre compagnie di trasporto pubblico locale, tra cui quella della città di Birmingham e quella di Hong Kong. L'ultimo Fleetline fu realizzato nello stabilimento di Radford (Coventry) nel 1973, dopodiché la restante produzione venne spostata presso lo stabilimento British Leyland di Farington e parte di essi ebbero il marchio Leyland.

## I modelli

### I primi modelli di vetture interamente Daimler
- 22HP
- Double Six
- Straight Eight
- Eighteen
- Conquest
- Majestic / Majestic Major
- SP250 Dart
- DR 450

### I modelli di vetture Daimler realizzate sotto la gestione Jaguar
- DS 420
- Sovereign
- 250 V8
- Sovereign 4.0
- Sovereign 4.2
- Double Six
- Supercharged
- Super V8
- Super Eight